# Paratrichius saucius
Paratrichius saucius är en skalbaggsart som beskrevs av Moser 1901. Paratrichius saucius ingår i släktet Paratrichius och familjen Cetoniidae. Inga underarter finns listade i Catalogue of Life.